# Para-Ciclismo de Pista nos Jogos Parapanamericanos de 2019
As competições de ciclismo de pista nos Jogos Parapan-Americanos de 2019 foram realizadas em Lima, nos dias 26 e 27 de agosto. As provas aconteceram na Villa Deportiva de Videna.
Foram realizados 10 eventos (5 masculinos e 5 femininos), com a participação de 50 atletas de 9 países. 

## Medalhistas
Os medalhistas parapan-americanos foram:
| Evento                                | Ouro                                  | Ouro     | Prata                                 | Prata    | Bronze                               | Bronze   |
| ------------------------------------- | ------------------------------------- | -------- | ------------------------------------- | -------- | ------------------------------------ | -------- |
| Contra o relógio 1000m B feminino     | Annie Bouchard CAN Canadá             | 1:15.310 | Carla Shibley CAN Canadá              | 1:16.132 | Marcia Ribeiro BRA Brasil            | 1:16.384 |
| Contra o relógio 1000m B masculino    | Nelson Serna COL Colômbia             | 1:05.863 | Maximiliano Gómez ARG Argentina       | 1:07.038 | Raúl Villalba ARG Argentina          | 1:08.112 |
|                                       |                                       |          |                                       |          |                                      |          |
| Perseguição individual B feminino     | Carla Shibley CAN Canadá              | 3:50.575 | Annie Bouchard CAN Canadá             | 3:51.036 | Marcia Ribeiro BRA Brasil            | 3:50.829 |
| Perseguição individual B masculino    | Nelson Serna COL Colômbia             | 4:22.551 | Lowell Taylor CAN Canadá              | 4:30.560 | Maximiliano Gómez ARG Argentina      | 4:45.606 |
|                                       |                                       |          |                                       |          |                                      |          |
| Contra o relógio 500m C1-5 feminino   | Samantha Bosco USA Estados Unidos     | 39.601   | Mariela Delgado ARG Argentina         | 39.768   | Clara Brown USA Estados Unidos       | 40.043   |
| Contra o relógio 1000m C1-5 masculino | Joseph Berenyi Jr. USA Estados Unidos | 1:05.945 | Christopher Murphy USA Estados Unidos | 1:06.434 | Edwin Matiz COL Colômbia             | 1:07.305 |
|                                       |                                       |          |                                       |          |                                      |          |
| Perseguição individual C1-3 feminino  | Clara Brown USA Estados Unidos        | 4:11.670 | Daniela Munevar COL Colômbia          | 4:17.771 |                                      |          |
| Perseguição individual C1-3 masculino | Alejandro Perea COL Colômbia          | 3:40.021 | Joseph Berenyi Jr. USA Estados Unidos | 3:40.966 | Jason Kimball USA Estados Unidos     |          |
|                                       |                                       |          |                                       |          |                                      |          |
| Perseguição individual C4-5 feminino  | Samantha Bosco USA Estados Unidos     | 3:57.832 | Marie-Claude Molnaro CAN Canadá       | OVL      | Mariela Delgado ARG Argentina        | 4:04.502 |
| Perseguição individual C4-5 masculino | Lauro César Chaman BRA Brasil         |          | Diego Dueñas COL Colômbia             | OVL      | Carlos Vargas Villaneva COL Colômbia |          |

## Quadro de medalhas
| Ordem | País               | Medalha de ouro | Medalha de prata | Medalha de bronze | Total |
| ----- | ------------------ | --------------- | ---------------- | ----------------- | ----- |
| 1     | USA Estados Unidos | 4               | 2                | 2                 | 8     |
| 2     | CAN Canadá         | 2               | 4                |                   | 6     |
| 3     | COL Colômbia       | 3               | 2                | 2                 | 7     |
| 4     | BRA Brasil         | 1               |                  | 2                 | 3     |
| 5     | ARG Argentina      |                 | 2                | 3                 | 5     |
| TOTAL | TOTAL              | 10              | 10               | 9                 | 29    |